# Acronicta grisea
Acronicta grisea is een vlinder uit de familie van de uilen (Noctuidae). De wetenschappelijke naam van de soort is voor het eerst geldig gepubliceerd in 1856 door Walker.

## Synoniemen
- Acronicta tartarea (Hübner, 1879)[2]